# Gladas
 Gladas  (finska: Ilola) är en stadsdel i Vanda stad i landskapet Nyland. 
Gladas gränsar till stadsdelarna Flygfältet, Rödsand och Björkby, samt till Tusby kommun i norr. Gladas domineras av småhus, men det finns också små höghus vid sidan om radhus och egnahemshus. De flesta bostäder är ägarbostäder och medelstorleken på dem är ganska hög för Vanda, 90 m². Gladas byggdes efter andra världskriget och utvidgades på 1980- och 1990-talen då Gladas hörde till de snabbast växande stadsdelarna i Vanda. 
Södra Gladas gränsar till Björkbyleden som leder till motorvägen Tusbyleden. I den västra delen av stadsdelen går Gamla Tusbyvägen som existerat sedan 1500-talet. Björkbyledens östra del öppnade för trafik hösten 2007 och via den kommer man till motorvägen Lahtisleden. Det finns en närbutik, skola, daghem och servicehus i Gladas. Vid Björkbyleden finns småindustri med bland annat ett bageri. 
Kallbäcken, som flyter genom Gladas, har skapat små leriga dalar mellan moränkullar. I bäckdalen byggdes de första husen efter kriget. I norra Gladas ligger naturskyddsområdet Kylmäojan korpi med en del ovanliga växtarter. 